# Дивнан
Дивнан (валл. Dyfnan, V век, Англси) — валлийский святой, день памяти которого по разным источникам указывается с 21 по 24 апреля.
Традиционно считается, что Святой Дивнан был одним из многих праведных сыновей Святого Брихана, короля Брихейниога. Однако некоторые генеалогии потомков Брихана, в частности Cognatio de Brychan, содержащееся в рукописи Domitian I из «Коттонианской коллекции» не упоминают его в таком качестве.
Является покровителем местечка Лландивнан на острове Англси, где согласно преданию он и похоронен. Считается, что Дивнан основал там первую церковь. В настоящее время на её месте находится церковь постройки XIV века, посвящённая святому.
Касательно дня памяти Святого Дивнана источники разнятся. Николас Роскаррок указывает 21 апреля, календарь из Llyfr Plygain или Prymer 1633 года говорит о 22 апреля, Allwydd Paradwys 1670 года и Броун Уиллис дают 23 апреля, манускрипты Peniarth MS. 219 и Additional MS. 14,882 — сообщают о 24 апреля.